# قلعه جلال‌آباد
قلعه جلال‌آباد مربوط به دوره قاجار - پهلوی است و در شهرستان زبرخان، ۱/۵ کیلومتری شرق روستای آهوان واقع شده و این اثر در تاریخ ۲۴ مرداد ۱۳۸۵ با شمارهٔ ثبت ۱۵۸۸۴ به‌عنوان یکی از آثار ملی ایران به ثبت رسیده‌است.